# 紹索爾站
紹索爾火車站（英語：Southall Railway Station）位于英格蘭倫敦伊靈區，是大西部主線上的火車站，属伦敦第4收费区，由伊利沙伯綫提供客運服務。它距倫敦帕丁頓車站9英里6鏈（14.6公里），位於東邊的漢威爾和西邊的海斯及哈靈頓之間。
該站由伊利沙伯綫管理，作為橫貫鐵路項目的一部分進行了重建，並提供無障礙通道。

## 車站歷史
大西部鐵路於1839年5月1日開通了紹索爾火車站，距離它於1838年6月4日開通的第一條鐵路線僅差將近一年，該線路位於倫敦柏靈頓和梅登黑德河畔（現稱為塔普洛）之間。賓福特支線通往賓福特碼頭於1859年開通貨運服務；該支線於1860年5月1日至1942年5月4日間運營客運服務，使用車站南部的無編號月台（該月台所在的線路現僅用作支援線）。從1883年3月1日至1885年9月30日（因經濟不佳而停運），地區鐵路開始在火車站停靠往返於市長官邸站和溫莎的列車。原火車站開設的貨運月台於1967年關閉並拆除。大西部主線於1990年代初通過紹索爾站電氣化，作為希斯路機場快綫快線計劃的一部分。

### 橫貫鐵路
紹索爾火車站首次被提議作為橫貫鐵路項目的一部分是在1990年代。2004年，對該項目進行的公眾諮詢提出了一個新的車站建築，具有無障礙通道，以及延長月台以服務更長、更頻繁的列車。由於列車更長且更頻繁，前往倫敦市中心的座位數將增加兩倍。
2010年3月，橫貫鐵路專家審查小組建議，橫貫鐵路應該考慮該地區提出的擬議的再生發展，包括紹索爾煤氣廠開發和未使用工地的景觀美化。
2011年5月，英國鐵路網公司宣布將進行改善和改建工作，以準備該車站迎接橫貫鐵路服務。這項工作將包括延長月台，由Bennetts Associates設計的新售票大廳，從南路方向提供平面通道，以及所有月台的無障礙通道。在車站外，由倫敦交通局和伊靈自治市議會資助的公共領域改善工程將包括擴寬人行道、種植街樹和增設自行車停車位。 
在2015年，伊靈自治市議會批准了紹索爾站的擬議工程，允許開始初步建設工作。2017年，宣布車站的完工時間延遲至2019年。2019年，新車站建築的合同被授予，允許新車站建築的施工。由於新型冠狀病毒大流行導致的延遲，經過翻新的車站於2021年8月26日開放，為所有月台提供無障礙通道。

## 事故與事件
1997年9月19日，一列從史雲斯開往倫敦柏靈頓的大西部列車未能在紅燈號誌處停車，與一列貨運列車相撞，造成7人死亡，139人受傷。列車司機拉里·哈利遜（Larry Harrison）被指控誤殺，但對他的案件被撤銷。大西部列車公司因此事故被罰款150萬英鎊。在這起事故以及更嚴重的拉德布魯克格羅夫鐵路事故發生後，第一大西部要求所有列車始終啟用其ATP裝置。如果設備故障，則將列車存放在停用狀態下。

## 車站的雙語標示
紹索爾火車站設有雙語車站標示，這是因為當地有大量的旁遮普裔社區。月台上的車站標誌上有“Southall”和旁遮普語中的“ਸਾਊਥਹਾਲ”，使用了古木基文，這是旁遮普語語中常用的書寫形式。2007年，由於當地其他族裔群體提出的問題，第一大西部宣布將審查這些標示。雙語標示被保留下來，並仍然顯示在車站上。在2021年，新的車站建築和月台標誌保持了雙語標示的使用。這是英格蘭相對較少的幾個設有雙語標示的車站之一，其他包括白教堂（孟加拉語）、沃爾森德（拉丁文）、赫里福德（威爾斯語）、莫頓因馬許（日語）以及聖潘克拉斯國際、埃布斯菲特國際和阿什福德國際（全部為法語）。 

## 佈局與設施
紹索爾火車站有五個月台，其中一個是未編號的，僅用於貨運和特殊活動。在正常情況下，1號和2號月台位於快線上，未編號的月台不對乘客開放；3號和4號月台供所有停靠本站的列車使用。新的車站建築設有售票處和自動閘門。通過一座人行天橋，乘客可通過樓梯和電梯進入3號和4號月台，而閘門則防止乘客進入另外三個月台，在正常情況下。蠔卡“按次支付”功能自2008年10月開始適用於往返紹索爾站的旅程。

## 服務
紹索爾站的列車由伊利沙伯綫運營。

### 頻率
截至2023年5月的時刻表，伊利沙伯綫的平日非繁忙時段服務為：
• 往西方向每小時4班列車前往希斯路機場4號客運大樓。
• 往西方向每小時2班列車前往雷丁。
• 往西方向每小時2班列車前往梅登黑德。
• 往東方向每小時8班列車前往修道院森林。